# Dariusz Baranowski
Dariusz Baranowski (Wałbrzych, 22 giugno 1972) è un ex ciclista su strada polacco.

## Palmarès

### Strada
- 1991

5ª tappa - parte a Corsa della Pace (Polanica-Zdrój > Zielenicz, cronometro)
8ª tappa Tour de Pologne (Kalisz, cronometro)
Classifica generale Tour de Pologne
- 1992

8ª tappa Tour de Pologne (Głuchołazy > Nysa, cronometro)
Classifica generale Tour de Pologne
- 1993

Classifica generale Wyścig Solidarności i Olimpijczyków
Classifica generale Tour de Pologne
- 1995 (Dilettanti, una vittoria)

1ª tappa Giro della Bassa Sassonia (Königslutter am Elm > Osterode am Harz)
- 1996 (US Postal Service-Montgomery, quattro vittorie)

2ª tappa Tour of Willamette
3ª tappa Tour of Willamette
Classifica generale Tour of Willamette
Grand Prix François-Faber
- 1997 (US Postal Service, tre vittorie)

3ª tappa Redlands Bicycle Classic (Redlands > Oak Glen)
Classifica generale Redlands Bicycle Classic
Campionati polacchi, Prova a cronometro Elite
- 2002 (iBanesto.com, una vittoria)

Classifica generale Gran Premio International MR Cortez-Mitsubishi
- 2008 (DHL-Author, una vittoria)

Pomorski Klasyk
- 2011 (BDC Marcpol, una vittoria)

3ª tappa Giro della Repubblica Ceca (Šternberk > Šumperk)

#### Altri successi
- 1992

Classifica scalatori Tour de Pologne
- 1995 (Dilettanti)

Classifica scalatori Giro della Bassa Sassonia
- 1996 (US Postal Service-Montgomery)

Criterium Sobotka
Prologo Tour of Willamette
- 2001 (iBanesto.com)

4ª tappa Volta a Portugal (Loulé > Tavira, cronosquadre)
- 2002 (iBanesto.com)

3ª tappa - parte a Gran Premio International MR Cortez-Mitsubishi (Portela de Sintra > Pêro Pinheiro, cronosquadre)
3ª tappa - parte b Gran Premio International MR Cortez-Mitsubishi (Pêro Pinheiro)
Classifica scalatori Critérium du Dauphiné Libéré
- 2008 (DHL-Author)

5ª tappa Dookoła Mazowsza (Szydłowiec, cronosquadre)

## Piazzamenti

### Grandi Giri
- Giro d'Italia

2000: 22º
2003: 12º
2005: 57º
2006: ritirato (9ª tappa)
- Tour de France

1997: 87º
1998: 12º
2000: 30º
2002: 24º
2004: 94º
- Vuelta a España

2001: 34º
2004: 33º
2005: 79º

### Classiche monumento
- Milano-Sanremo

2000: 87º
2002: 97º
- Giro delle Fiandre

2004: ritirato
- Parigi-Roubaix

2004: ritirato
- Liegi-Bastogne-Liegi

1998: 46º
2000: 26º
2001: 48º
2002: ritirato
2004: ritirato
- Giro di Lombardia

2001: ritirato
2003: ritirato
2004: ritirato

### Competizioni mondiali
- Campionati del mondo

Mosca 1989 - In linea Junior: 38º
Middlesbrough 1990 - In linea Junior: 24º
Bogotà 1995 - In linea Dilettanti: 79º
Lugano 1996 - Cronometro Elite: 19º
Lugano 1996 - In linea Elite: ritirato
San Sebastián 1997 - In linea Elite: 33º
Valkenburg 1998 - Cronometro Elite: 30º
Valkenburg 1998 - In linea Elite: ritirato
Lisbona 2001 - In linea Elite: 76º
Varese 2008 - In linea Elite: ritirato
- Giochi olimpici

Atlanta 1996 - In linea: ritirato
Atlanta 1996 - Cronometro: 9º